# Pasiphaea barnardi
Pasiphaea barnardi is een garnalensoort uit de familie van de Pasiphaeidae. De wetenschappelijke naam van de soort is voor het eerst geldig gepubliceerd in 1971 door Yaldwyn.